# Pfaffia glabrata
Pfaffia glabrata är en amarantväxtart som beskrevs av Carl Friedrich Philipp von Martius. Pfaffia glabrata ingår i släktet Pfaffia och familjen amarantväxter. Inga underarter finns listade i Catalogue of Life.